# Болотная (Марий Эл)
Болотная (мар. Куптӱр) — деревня в Волжском районе Республики Марий Эл. Входит в состав Эмековского сельского поселения.

## География
Находится в южной части республики Марий Эл на расстоянии приблизительно 13 км по прямой (22,5 км по автодорогам) на северо-восток от районного центра города Волжск и в 9,5 км по автодорогам к юго-востоку от центра сельсовета, села Эмеково.

## История
В 1885 году известна как околоток Морки Болотные села Моркиял Моркияльского сельского общества Ильинской волости Казанского уезда Казанской губернии. Жителями были марийцы, бывшие государственные крестьяне. Здесь насчитывался 161 житель (81 мужчина, 80 женщин), из них двое мещан (1 мужчина и 1 женщина), занимающихся ремёслами.
По данным переписи 1897 года в деревне проживало 223 человека, марийцы.
Согласно исследованиям И. С. Галкина и О. П. Воронцовой, название Куптур в переводе с марийского языка означает «край болота» или «деревня у болота». И действительно, в центре деревни располагается безымянное болото.
В 1907 году в выселке проживали 273 человека, большинство составляли марийцы. В 1923 году деревня Болотная входила в состав Большепаратской волости Краснококшайского кантона Марийской АО, в ней жило 337 человек в 64 дворах. В начале 1925 года — в составе Моркияльского райсельсовета Звениговского кантона, насчитывалось 327 марийцев.
В 1933 году — 359 человек. В 1936 году деревня вошла в состав Сотнурского района, был образован колхоз «Заря». С 1939 года — в составе Моркияльского сельсовета Лопатинского, с 1940 года — Волжского района. В 1940 году в составе колхоза было 67 дворов, 252 человека. Из скота имелось 47 голов крупного рогатого скота, 13 свиней, 47 овец, 60 голов птицы, 32 пчелосемьи, 30 лошадей. Из сельскохозяйственных орудий было 20 конных плугов, 20 борон, 2 культиватора, конная сеялка, сенокосилка, жатка, 25 саней.
В годы Великой Отечественной войны из деревни ушли на фронт 75 человек, вернулись лишь 37.
В 1949 году в состав колхоза «Заря» входили 139 человек в 75 дворах. В деревне находились две конюшни, три коровника, свинарник, овчарня и птичник. Имелось 7 зернохранилищ, зерносушилка, картофелехранилище, 3 овина, 3 крытых тока, омшаник. Помимо этого, в деревне размещались правление колхоза и клуб. К 1952 году колхоз «Заря» вошёл в состав колхоза им. Калинина.
Во второй половине 1950-х годов деревня вошла в состав Эмековского сельсовета Волжского района. По переписи 1959 года в деревне постоянно проживало 325 человек (140 мужчин, 185 женщин), среди них 200 совершеннолетних, преобладали марийцы.
В 1960 году деревня оказалась в составе крупного колхоза «Россия», который в 1962 году разделился на три колхоза, и деревня стала вторым отделением колхоза «Новая жизнь». По переписи 1970 года здесь постоянно проживало 316 человек (132 мужчины, 184 женщины). В 1970 году деревня вошла в состав совхоза «Эмековский».
По переписи 1979 года в деревне проживало 232 человека (109 мужчин, 123 женщины). По данным 1980 года здесь в 69 хозяйствах жило 196 жителей (82 мужчины, 114 женщин), большинство составляли марийцы. Население имело 53 велосипеда, 20 мотоциклов, 3 мотороллера и 1 автомобиль. Имелись электричество и водопровод. Все дома были одноэтажные, чуть меньше половины домов были построены ещё до революции. Базовые объекты инфраструктуры находились в соседнем селе Моркиялы.
По данным текущего учёта 2003 года в деревне проживало 137 человек в 64 хозяйствах, большинство составляли марийцы. Базовые объекты инфраструктуры (магазин, дом культуры с библиотекой, фельдшерско-акушерский пункт) находились по-прежнему в селе Моркиялы. Дети обучались в Красногоркинской основной и Приволжской средней школе. Радио и телефонов не было.

## Население
| 2002 | 2010 | 2021 |
| ---- | ---- | ---- |
| 131  | ↘120 | ↘104 |

По переписи 2002 года население деревни составляло 131 человек (64 мужчины, 67 женщин, 88 % марийцев), по переписи 2010 года — 120 человек (62 мужчины, 58 женщин). Распространённые фамилии — Коноваловы, Милицкие, Колесниковы, Захаровы.
По переписи 2021 года население деревни составляло 104 человека, из них 96 марийцев, 7 русских и 1 татарин. Жители разговаривают на русском и марийском языках.

## Инфраструктура
Ныне жилая застройка деревни представлена индивидуальными жилыми домами (деревянными и кирпичными) суммарной площадью 3,9 тыс. м². Дорога до деревни асфальтирована. Деревня электрифицирована, имеется водопровод, централизованная канализация и газификация отсутствуют. Жители пользуются привозным газом. Основным источником дохода является личное подсобное хозяйство, где выращивают картофель, овощи и ягоды, держат коров, свиней, овец, коз, кур. Большинство жителей имеют участки свыше 1 га. Жители работают на птицефабрике «Волжская», в ГУП "Совхоз «Эмековский»" и на предприятиях окрестных крупных городов, есть и безработные, подрабатывающие на заготовке метёлок. До райцентра добираются рейсовыми автобусами.